# بشرات (مسلسل بريطاني)
بشرات (بالإنجليزية: Skins) هو مسلسل كوميدي دراما بريطاني عن حياة مجموعة من المراهقين في مدينة برستل، جنوب غرب إنجلترا. المسلسل من بطولة نيكولاس هولت، هانا موراي، لاريسا ويلسون، جو ديمبسي، مايك بيلي، ميتش هور وديف باتيل، صدر الموسم الأول منه في 25 يناير 2007 وحقق المسلسل نجاح نقدي كبير.

## روابط خارجية
- بشرات على موقع IMDb (الإنجليزية)
- بشرات على موقع ميتاكريتيك (الإنجليزية)
- بشرات على موقع نتفليكس (الإنجليزية)
- بشرات على موقع فيلمافينيتي (الإسبانية)
- بشرات على موقع كينوبويسك (الروسية)
- بشرات على موقع ألو سيني (الفرنسية)
- بشرات على موقع قاعدة بيانات الفيلم (الإنجليزية)